# ۱۲۱۹ (قمری)
۱۲۱۹ (قمری)، هزار و دویست و نوزدهمین سال در گاهشماری هجری قمری است. اول محرم این سال برابر با دوازدهم آوریل سال ۱۸۰۴ میلادی است.

## زادگان
١٥ شعبان - ملا محمد اشرفی (متوفی ١ رمضان ١٣١٥ قمری) - مرجع تقلید و فقیه شیعه قرن ١٣ قمری -لترگاز بهشهر